# Matteo Garrone
Matteo Garrone, és un director de cinema italià nascut el 15 d'octubre de 1968 a Roma.

## Biografia
Fill d'un crític teatral i una fotògrafa, Matteo Garrone anava encaminat a ser tenista, tanmateix, un accident el va fer orientar pel món de la pintura. Es gradua al Liceo Artistico di Roma el 1986, però aviat començà a treballar en el món del cinema com ajudant de càmera. L'any 1996 crea la seva pròpia productora Archimede, debutant amb el seu primer llargmetratge Terra di mezzo, un collage de tres histories d' immigració a Roma que obté el Premi Especial del Jurat del Festival de Cinema Jove de Torí. La següent pel·lícula Estate Romana, aprofundeix en un estil en que difumina els límits entre la ficció i el documental. Amb les mateixes constants d'estil i temàtiques dirigeix L'imbalsamatore (2002), premi David di Donatello al millor guió. A partir d'aquesta pel·lícula desenvolupa un discurs narratiu entre el realisme i l'abstracció, en combinació amb elements de cinema negre.
Després de Primo Amore, que parla d'un home obsessionat amb l'anorèxia femenina, a l'any 2008 va estrenar Gomorra, inspirada en el llibre de denuncia de Roberto Saviano sobre la Camorra. La pel·lícula va obtenir un gran èxit, aconseguint el Gran Premi del Jurat al Festival de Canes, i altres guardons entre ells el premi a la millor pel·lícula europea en els Premis del cinema europeu. El 2012 va estrenar Reality una comèdia dramàtica on explica la història d'un home que participa en un reality show. Es dona la circumstància que l'actor protagonista fou un presidiari que obtingué un permís de la presó per filmar la pel·lícula.
Produïda l'any 2015, dirigeix la seva primera pel·lícula en anglès, Tale of Tales (Racconto dei racconti), amb repartiment internacional (Salma Hayek, Vincent Cassel, John C. Reilly...). El tema, tanmateix, és totalment italià: una fantasia fosca ambientada a l'època del barroc que adapta tres contes de Lo cunto de li cunti (1634), del napolità Giambattista Basile. L'any 2018 dirigeix Dogman, inspirat en un crim conegut com «delitto del Canaro» succeït al 1988 a Roma. El seu protagonista, Marcello Fonte, va obtenir el premi al millor actor del Festival de Canes.
Un any després estrena Pinocchio (2019), interpretada per Roberto Benigni com a Gepetto, en una versió del conte afí al relat literari de Carlo Collodi, amb tota la seva bellesa i tota la seva crueltat. La seva següent pel·lícula del 2023, Io Capitano, tracta sobre el drama de la immigració africana. Per aquesta cinta, Garrone va obtenir el Lleó d'Argent a la millor direcció al Festival de Venècia i el premi del públic al millor film europeu en el Festival de San Sebastià.

## Filmografia
- 1996: Silhouette (curtmetratge)
- 1997: Terra di mezzo
- 1998: Ospiti
- 2000: Estate romana
- 2002: L'Imbalsamatore
- 2004: Primo amore
- 2008: Gomorra
- 2012: Reallity
- 2015: Tale of Tales (Il racconto dei racconti)
- 2018: Dogman
- 2019: Pinocchio
- 2023: Io Capitano